# Venâncio Aires
Venâncio Aires é um município brasileiro no centro do estado do Rio Grande do Sul. Emancipado de General Câmara em 1849 e instalado em 1891, seu nome é uma homenagem ao jornalista Venâncio de Oliveira Ayres.
Em 2022, possuía 68 763 habitantes, sendo o 31° município mais populoso do Rio Grande do Sul. Fala-se lá tanto o português como o alemão, em especial o dialeto hunsrückisch. É considerada a "capital nacional do chimarrão", devido à sua produção de erva-mate, sendo também um dos maiores produtores de fumo do Brasil.

## História
A região de Venâncio Aires era habitada, no século XVI, por indígenas, principalmente nos vales dos rios e arroios. Os primeiros registros escritos de povoamento da região onde está Venâncio Aires datam de 1762, com a compra de terras do posseiro Francisco Machado Fagundes da Silveira.
O município de Venâncio Aires intensificou sua povoação a partir de 1800, com a chegada e fixação dos açorianos às margens do Rio Taquari e do Arroio Castelhano. Os colonos açorianos dedicavam-se, primeiramente, à pecuária, à exploração de madeira e à produção de erva-mate.
Em 1849, o município de Taquari se emancipou de Triunfo, levando, consigo, General Câmara (na época, Santo Amaro) e Venâncio Aires, nomeado Faxinal dos Fagundes. Entre os anos de 1853 e 1856, os primeiros imigrantes alemães chegaram à região, dedicando-se à agricultura e localizando-se no vale do Arroio Sampaio. Santo Amaro conquistou autonomia de Taquari em 1881. O Arroio Castelhano ganhou sua primeira ponte em 1878, o que foi importante para o escoamento de produtos para a região.
Em 8 de maio de 1884, a localidade de Faxinal dos Fagundes alcançou sete mil habitantes e se elevou a "Freguesia de São Sebastião Mártir". Neste ano, também se iniciou a construção de uma capela para o santo padroeiro, São Sebastião.
"Ato nº 371 de 30 de abril de 1891, o vice Governador do Estado resolve elevar a villa, a Freguesia de São Sebastião Mártir a condição de Distrito do município de Santo Amaro, com a denominação de Venâncio Aires".
Através desta declaração do então governador do Rio Grande do Sul Fernando Abbott, de 30 de abril de 1891, surgiu o município de Venâncio Aires, ainda que sua sede fosse uma vila. O nome originou-se como homenagem ao jornalista Venâncio de Oliveira Ayres, que foi do estado de São Paulo viver no Rio Grande do Sul. A vila elevou-se à cidade no dia 11 de maio de 1891.
Em 1913, começou-se o planejamento das ruas do centro da cidade, em linhas retas. Em 1920, a iluminação pública passou a ser com lâmpadas. Surgiram os primeiros telefones na cidade e a população atingia 17 mil habitantes. Em 1924, a sociedade já possuía 48 grupos alemães. Em 1934, os negros entraram na comunidade venancio-airense.
Entre 1940 e 1960, o Porto de Mariante, na localidade de Mariante, transformou Venâncio em um centro comercial, impulsionando a economia. Em 1968, alcançou a liderança na produção de fumo, com uma colheita de 7 400 toneladas. Na década de 1970, iniciou-se o processo de industrialização do município, com continuação na década de 1980, fazendo com que o município chegasse às primeiras posições no cenário econômico do Rio Grande do Sul nos anos 1990. Em 2005, com a crise no agronegócio e prejuízos com a produção de erva-mate e fumo, foi feito o Seminário do Plano de Desenvolvimento Estratégico - Venâncio 2020, onde foram tracejadas as próximas metas para o desenvolvimento da cidade.
A enchente de 2024 no Rio Grande do Sul, que resultou em cheias do arroio Castelhano e do rio Taquari no município, afetou cerca de 23 mil pessoas e 520 empresas em Venâncio Aires.

## Geografia
Localiza-se na Mesorregião do Centro Oriental Rio-Grandense e na Microrregião de Santa Cruz do Sul, estando entre o Vale do Rio Pardo e o Vale do Taquari, pertencendo ao Conselho Regional de Desenvolvimento do Vale do Rio Pardo e à Diocese de Santa Cruz do Sul.
Atinge uma altitude média de 210 metros ao nível do mar. Encontra-se às margens da rodovia RSC-287 e distancia-se 130 quilômetros da capital estadual, Porto Alegre.
Venâncio Aires ostenta o título de "Capital Nacional do Chimarrão". Em comemoração a isso, a cidade sedia a Festa Nacional do Chimarrão (Fenachim). O município também foi durante muitos anos o maior produtor de fumo do Brasil, mesmo que a "Capital Nacional do Fumo" seja a cidade vizinha de Santa Cruz do Sul.

### Demografia
| Locais de votação | Locais de votação | Locais de votação |
| Zonas             | Locais            | Seções            |
| ----------------- | ----------------- | ----------------- |
| 1                 | 91                | 172               |

A população total do município, segundo Censo 2022 realizado pelo Instituto Brasileiro de Geografia e Estatística, era de 68 763 habitantes, sendo o 31° município mais populoso do Rio Grande do Sul, apresentando uma densidade populacional de 89 habitantes por quilômetro quadrado. A projeção da população para 2024 era de 70 805 habitantes. Na zona rural, vivem 7,3 mil famílias.
A parte urbana do município tem habitantes de etnia alemã, italiana, lusa, e afrodescendente. Já na região sul e sudeste é predominante a população lusa, e no oeste e no norte a população teutônica.
O coeficiente de Gini, cálculo realizado para medir a desigualdade social, é de 0,48, visto que a mais imperfeita é um e a mais perfeita é zero. A taxa de fecundidade é de 2,0 filhos por mulher. A expectativa de vida é de 72,7 anos e o analfabetismo é de 7,1% entre a população. A mortalidade infantil apresenta um coeficiente de 15,5 mortes por mil recém-nascidos.
| Evolução no índice do ICMS | Evolução no índice do ICMS | Evolução no índice do ICMS |
| Ano                        | Índice                     |                            |
| -------------------------- | -------------------------- | -------------------------- |
| 1999                       | 0,627584                   |                            |
| 2000                       | 0,678857                   |                            |
| 2001                       | 0,685720                   |                            |
| 2002                       | 0,644648                   |                            |
| 2003                       | 0,668946                   |                            |
| 2004                       | 0,704823                   |                            |

Venâncio apresenta um Índice de Desenvolvimento Humano (IDH) educacional de 0,884, considerado elevado. Com um IDH de 0,795, a saúde é nomeada média. A renda per capita, com um índice de desenvolvimento humano de 0,701 - médio. O índice de desenvolvimento humano geral do município é de 0,793 - médio - e está na posição 199ª no ranking de desenvolvimento humano do Rio Grande do Sul e 715ª no cenário brasileiro.
Quanto aos índices residenciais, o número total de residências é de 32 569.

### Subdivisões
Distritos:
- Arlindo
- Centro Linha Brasil
- Deodoro
- Estância Nova
- Mariante
- Palanque
- Santa Emília
- Vale do Sampaio
- Venâncio Aires

#### Bairros:[8]
- Aviação
- Battisti
- Bela Vista
- Bem Feita
- Brands
- Brígida
- Canto do Cedro
- Centro
- Cidade Alta
- Cidade Nova
- Coronel Brito
- Cruzeiro
- Diettrich
- Grão-Pará
- Gressler
- Industrial
- Leopoldina
- Macedo
- Morsch
- Santa Tecla
- São Francisco Xavier
- São José
- Travessa
- União
- Universitário
- Xangrilá

### Religião
Dentre os primeiros imigrantes, a maioria era católico ou luterano, sendo a relação entre estes harmoniosa, com locais de oração em comum. Todavia, a partir do final do século XIX, devido a uma campanha de doutrinação mais forte, separavam-se em locais distintos.

## Idiomas
Como outros municípios das chamadas Colônias Velhas (die Altkolonie) que formam as zonas de colonização alemã do estado do Rio Grande do Sul, uma porção significante da população de Venâncio Aires é bilíngue. Desde a sua fundação em tempos pioneiros, fala-se tanto a língua nacional, o português, quanto o dialeto alemão Riograndenser Hunsrückisch neste município, sendo que a vasta maioria de falantes teutófonos do estado fala esta variedade linguística regional.
Em 2012, a Assembleia Legislativa do Rio Grande do Sul declarou o Riograndenser Hunsrückisch patrimônio linguístico e bem cultural imaterial do Rio Grande do Sul.

## Economia

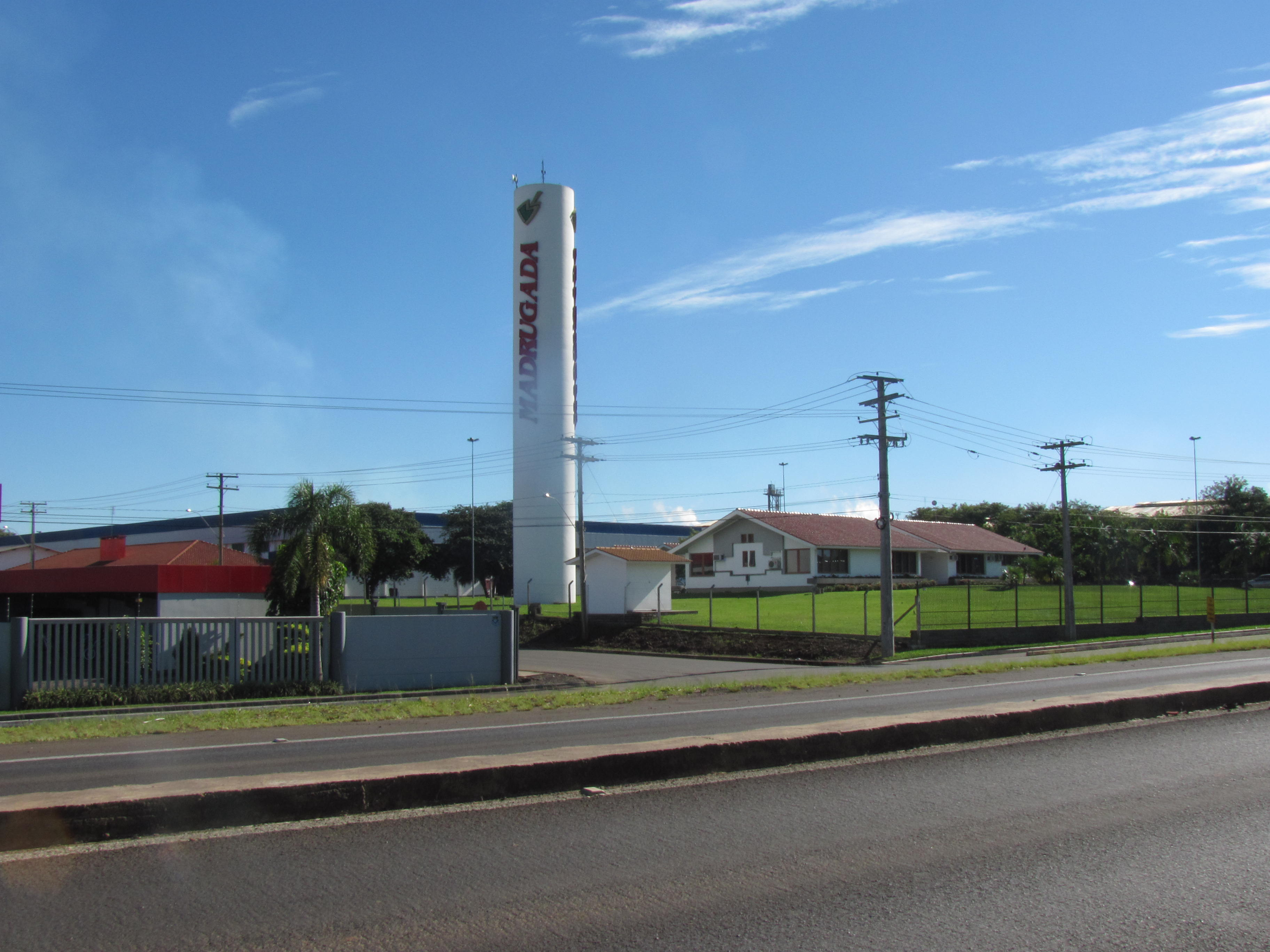
Fábrica de Erva Mate Madrugada, em Venâncio Aires

Venâncio Aires é a 26ª maior economia do Rio Grande do Sul. A cidade é uma das 30 maiores arrecadadoras de ICMS e uma das top 10 em exportações no Estado. Terceira maior maior produtora de tabaco do país, é a segunda colocada no Estado, passando das 15 mil toneladas produzidas e empregando o trabalho de mais de 3,6 mil famílias. Outras culturas agrícolas importantes são a produção de erva-mate (cerca de 3,5 mil toneladas por ano) e milho (mais de 9000 ha de área plantada), cultivando também soja (3350 ha de área plantada), mandioca (2200 ha de área plantada) e arroz (1750 ha de área plantada), além de outros produtos. A cidade também tem importantes indústrias ervateiras. Em relação ao estado do Rio Grande do Sul, é o 2º maior polo metal-mecânico, a 2º maior cidade em abate de bovinos e a 3º maior produtora de milho do estado. Tem mais de 4 mil empresas, onde se destacam os setores metal-mecânico, confecções e móveis, com 30% dos empregos da cidade. A cidade tem dois Distritos Industriais com 135 hectares de terras.
Em 2020, as 10 maiores empresas da cidade eram: Alliance One (tabaco), China Brasil (tabaco), CTA Continental (tabaco), Metalúrgica Venâncio, Marasca (tabaco), UTC Brasil (tabaco), Família Kroth (carnes), America (embalagens), Refrimate (equipamentos de refrigeração) e Venax (eletrodomésticos), destacando-se também: RPC Packaging (embalagens), Tabacum Interamerican, Madrugada (erva-mate), Madeireira Haas, Frigorífico Sapé e Fundição Venâncio Aires.
O município conta com mais de 6,8 mil empresas ativas, com a indústria sendo responsável por 51,15% dos valores movimentados na cidade, seguido do comércio, da produção primária e dos serviços.
A imprensa está representada por dois veículos impressos (Folha do Mate e Olá) e quatro emissoras de rádio: Terra FM, Rádio Venâncio Aires AM, Venus FM e Interativa FM (rádio comunitária).

## Infraestrutura

### Transporte
O município está às margens da rodovia RSC-287, com o qual se conecta com sua cidade polo, Santa Cruz do Sul, com a RSC-453, que liga-se com Lajeado e com a RSC-422, para Soledade. A sua Estação Rodoviária é o principal ponto de transporte de passageiros para outras localidades do Rio Grande do Sul e do Brasil.
O Aeroporto de Venâncio Aires possuía uma pista pavimentada de 1 200 metros e podia receber aviões de médio porte. Atualmente, um condomínio ocupa o lugar ao aeroporto.
As águas do rio Taquari são navegáveis, sendo que, antigamente, havia o porto de Mariante. Atualmente, o porto está desativado.

## Esporte e lazer
O principal destaque esportivo era a Assoeva (Associação Esportiva de Venâncio Aires), que disputou a Liga Nacional de Futsal, a principal competição do salonismo brasileiro, de 2010 a 2024 e anunciou o fim das suas atividades em 2025.
No futebol de campo, o principal clube esportivo de Venâncio Aires é o Esporte Clube Guarani, popularmente conhecido como Guarani de Venâncio, que, atualmente, disputa a segunda divisão gaúcha. No clube, surgiram o técnico Mano Menezes e o zagueiro Bolívar.
O município ainda conta com um time de futebol americano: o Bulldogs FA. O time comandado pelo Head Coach Miguel Greiner sagrou-se campeão da II Copa RS organizada pela Federação Gaúcha de Futebol Americano, realizada no segundo semestre de 2017.

### Turismo
Dentre as rotas turísticas e pontos de lazer do município estão a Rota do Chimarrão, que percorre locais de produção e comércio de erva mate, além de igrejas fundadas no início do século XX. A dez quilômetros da cidade localiza-se a Cascata Chuveirão, cenário do filme A Paixão de Jacobina, com local para camping e de propriedade de um morador local. No distrito de Vila Deodoro, há o Mirante Lauro Erdmann, e uma figueira de aproximadamente 300 anos e que ocupa uma área de 500 m².

## Educação
Venâncio Aires conta com 14 escolas e 1 722 estudantes da Educação Infantil e 18 escolas e 3 466 alunos do Ensino Fundamental na rede municipal. Na rede estadual, são 20 escolas de Ensino Fundamental e um Núcleo Estadual de Educação de Jovens e Adultos (NEEJA) Prisional, atendendo a 5 127 alunos. A rede privada conta com 9 escolas de Educação Infantil e 3 colégios de Educação Infantil, Ensino Fundamental e Médio.
No Ensino Superior e Técnico, a cidade conta com a Unisc, o IFSul, a Escola do Senai e o Colégio Érico Veríssimo.